# エッチングパーツ

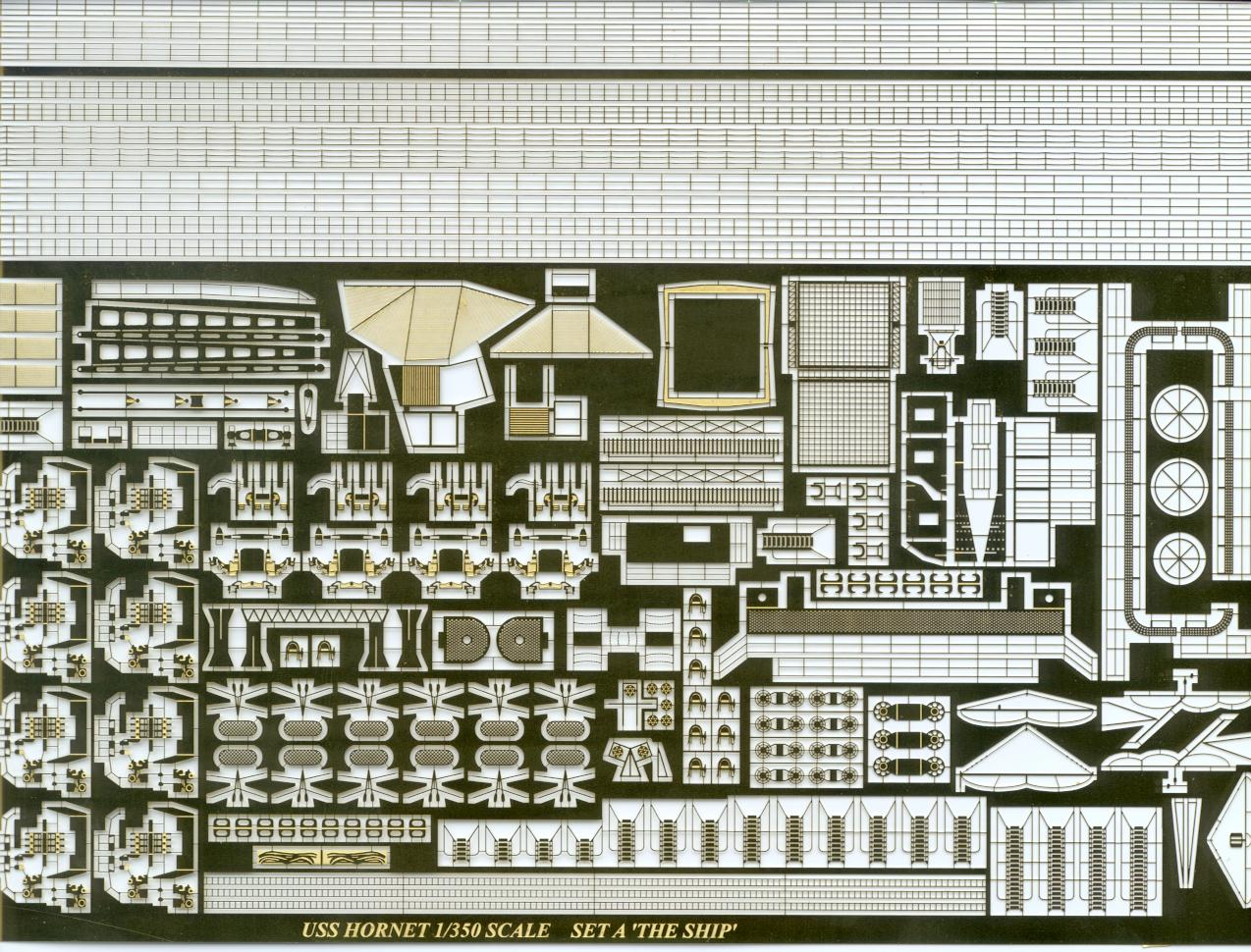
ホワイトエンサインモデルズの1/350ホーネット用の物

模型用部品としてのエッチングパーツは金属板に光硬化樹脂を塗布し、マスキングしたうえ露光する事によって不要な部分を薬液（塩化第二鉄水溶液）によって食刻し、必要な形状の部品を作製したものをいう。なお、エッチングパーツとは和製英語で、英米ではフォトエッチ（Photo　etch）という呼称が一般的である。
スチロールと真鍮やステンレスなどの金属板との強度の差から、インジェクションキットよりも精密度が数段高いパーツを提供できることで、ハイエンドユーザーに人気がある。作製には通常のインジェクションキットとは異なる技量が必要になることや、キットその物に近い（場合によってはキットの価格の倍以上の物も存在する）高価な価格設定により気軽に扱えるものではなかったが、最近は低価格化と製作技法・道具の普及によって市販のプラモデルに付属するまでになっている。
その製造プロセスの特性上、平面的な部品の生産には適しているが三次元的、立体的な形状の部品の製作には適さない。また、比較的高価な為、別売りのオプションパーツとして供給される例が多い。

## 概要
エッチングパーツは、主に薄くて形状の複雑な部分の再現に用いられる。例として、戦車のフェンダーやライトガード、金網状のエンジン覆い（グリルメッシュ）、航空機の計器パネルやアクセスパネル、自動車・バイクのディスクブレーキやエンブレム、等がある。計器パネルなどは塗装済みの製品も登場している。おそらくもっとも多量に使用するのは、1/350、1/700という小スケールが主流で、プラスチック成型では精密な再現が難しい部分が非常に多い艦船模型であり、手すり、レーダー、窓枠、機銃、ラッタル、艦載機の着陸脚・プロペラ等、非常に多くの部品をエッチングパーツに置き換えることがある。
抜き落としの為に裏と表の両方からエッチングを施した両面エッチングや、立体的な形状を再現するために数回に分けて感光樹脂の塗布、露光、エッチングを施す例もある。

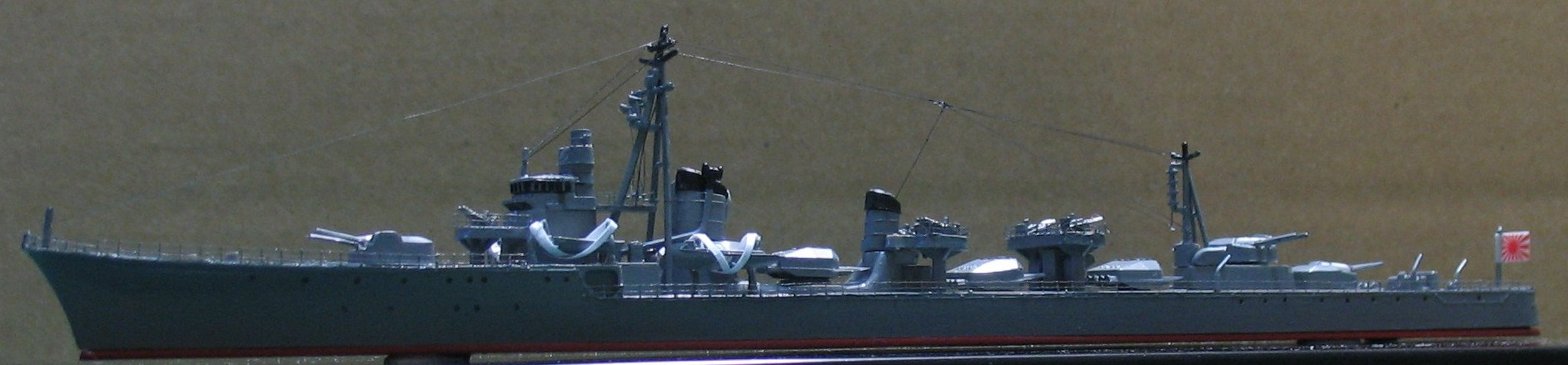
タミヤのWL新シリーズ駆逐艦島風のエッチングパーツを使用した作例

主な入手経路は、ディテールアップパーツ専門メーカーが製造した市販品の購入であるが、模型自体に同梱していたりもする。
なお、近年メーカー純正というエッチングパーツがあり、これは模型を製造販売している会社が自らの商品につかってもらうために製作しているエッチングパーツである。ディテールアップ専用メーカーの物より安価である場合が多いが、数も少なく、また応用も利きにくいためにシェアは低い。
エッチングパーツを販売しているディテールアップパーツ専門メーカーとして主なものは、英ホワイトエンサインモデルズ、米ゴールドメダルモデルズ、トムスモデルズ、チェコのエデュアルドといった海外勢、日本ではファインモールド社が有名。（専門ではないが）台湾のドリームモデルのように塗装の手間を省ける彩色済みパーツを扱うメーカーもある。また、青島文化教材社なども製作しているがシェアは大きくなく、ファインモールド以外は日本勢のシェアは低いといわざるを得ない業界でもある。
価格帯はさまざまであるが、安いものでは1000円以下、高いものでは10000円を軽く越えるものもあり、基本的には判の大きさで変わると考えてもよい。
中には上記のように彩色済みの物もあるが、その場合は諸経費により通常の物より高価になる。

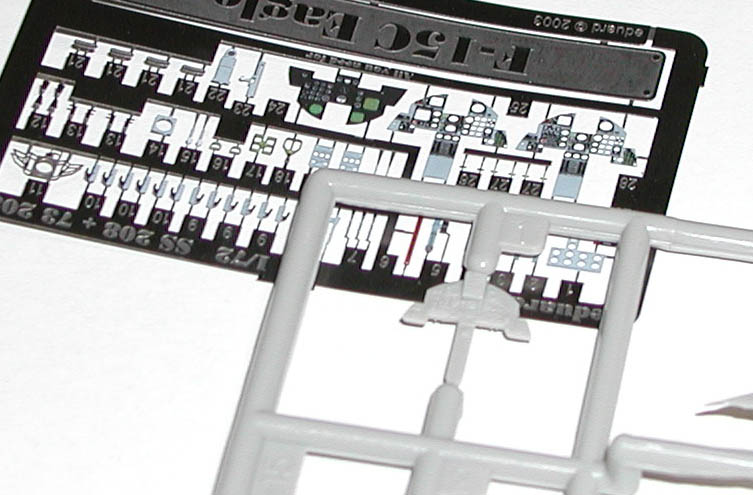
エデュアルドの1/72F-15C用で計器板やディスプレイに着色してある物

エッチングパーツの材質は、ステンレス、真鍮が代表的である。そのため普通のプラモデル用ニッパーでは事実上切ることはできず（切ると刃こぼれを起こすため）、専用のエッチング用ハサミや、カッターの腹で切るのが一般的。接着も瞬間接着剤やハンダ付けが必要で、塗装前に錆防止や模型用塗料定着のためのメタルプライマーを塗布するなど、プラスチックとは違ったやり方が必要である。そのため、以前は値段とあいまって上級ユーザーのものであったが、近年は値段の低下と使用技術の普及により一般化してきている。また、先述したように塗装済みの物が販売されるなど、メーカー側も一般化を進めようとしているようである。
なお、エッチングパーツは、方法上は版画のエッチング技法と一緒であるため、自作している者もいる（ただし資金と設備が必要である）が、使用済みの薬品の処理の問題などがあり、まだ一般的とはいえない。

## 製造法
数種類があり、光硬化樹脂(感光樹脂)をマスキングに用いるフォトエッチングや、レーザープリンターによるトナー画像をアイロンで転写する方法、金属板に直接インスタントレタリング等でマスキングする方法がある。
プリント基板の作成とほぼ同じプロセスが用いられる。素材は黄銅や洋白が用いられるが、圧延時の残留応力によりエッチングすると反る場合があるので、一度加熱処理して焼鈍により残留応力を取り除く。その後、感光液を塗布する。その後、マスキングパターンを露光する。工業的には紫外線ランプを用いるが、太陽光等でもかまわない。両面エッチングの場合は、ずれないように注意して両面を露光する。現像後、加熱処理してから塩化第二鉄水溶液でエッチングする。銅のエッチング時の化学反応は以下のとおりである。
塩化鉄(III)の3価の鉄イオンが銅に電子を与えて2価になり、銅は銅イオンになる。塩化鉄(III)は塩化鉄(II)になる。
{\displaystyle {\rm {FeCl_{3}+Cu\longrightarrow FeCl_{2}+CuCl}}}
{\displaystyle {\rm {FeCl_{3}+CuCl\longrightarrow FeCl_{2}+CuCl_{2}}}}
その後、マスキングパターンを除去する。廃液は、中和用の処理剤を使用したり、電気分解する、処理業者に依頼するなどの手段で適切に処理する必要がある。